# Deva Dassy
Pour les articles homonymes, voir Dassy et Lambert.
Deva Dassy, née Marie-Anne Lambert le 26 août 1911 à Paris et morte le 11 mars 2016 à Mouriès, est une cantatrice et actrice française.

## Biographie et famille
Elle est la fille de l'homme politique Charles Lambert, et de la pianiste Germaine Polack. Elle a une demi-sœur, Gertrude van Goens, issue d'une première union de sa mère avec le compositeur Daniël van Goens.
Le 21 décembre 1929, à Fontainebleau, elle épouse Louis Lallemant — avec comme témoins Justin Godart et Paul Painlevé —. Elle divorce de lui en 1932.
En secondes noces, le 10 février 1936 à Paris, elle épouse François Brunschwig, dont elle a, la même année, un fils. Elle divorce la même année.
Elle vit ensuite en couple avec Jean Baylot.

### Carrière
Elle est pensionnaire de l'Opéra-comique. C'est Édouard Schuré qui est à l'origine de son nom de scène.
En 1933, elle crée un parfum, le Deva-Dassy.

### Retraite et mort
À sa retraite, elle s'installe à Mouriès, dans les Bouches-du-Rhône.
Elle meurt le 11 mars 2016 à Mouriès, à l'âge de 104 ans. Après ses obsèques au temple de Mouriès, elle est inhumée au cimetière de la commune le 16 mars.

## Répertoire
- La Belle Hélène, d'Offenbach
- Inès (Frasquita, de Franz Lehar)
- Violette (Le Roi Bossu, d'Elsa Barraine)
- Une servante (Tarass Boulba, de Mykola Lyssenko)
- Une infirmière (La Femme nue)
- Charlotte (Werther, de Jules Massenet)
- Mignon (Mignon, d'Ambroise Thomas)
- Souzouki (Suzuki) (Madame Butterfly, de Giacomo Puccini)
- Metella (La Vie parisienne, de Jacques Offenbach).

## Créations
- 1935 : Erosine
- 1936 : Yana
- 1938 : La Féérie blanche

## Filmographie
- 1946 : Faut ce qu'il faut de René Pujol (film réalisé en 1940)